# Șoimuș (okręg Bistrița-Năsăud)
Șoimuș – wieś w Rumunii, w okręgu Bistrița-Năsăud, w gminie Șieu. W 2011 roku liczyła 160 mieszkańców.